# Berggasse 19
Berggasse 19 (seltener auch: Berggasse 19 – Wunden der Seele) ist ein deutscher Fernsehfilm aus dem Jahr 1979 von Ernst Haeusserman, mit dem Schauspieler Curd Jürgens in der Hauptrolle als Sigmund Freud. Der Film ist eine Aufzeichnung des gleichnamigen Theaterstücks, das im selben Jahr am Theater in der Josefstadt gespielt wurde.
Das Drama, das  auch einige heitere Momente bietet, behandelt das Leben und Wirken Sigmund Freuds.

## Handlung
Sigmund Freud, praktizierender Arzt der Neurologie in der Berggasse 19, in Wien, wird von einem jungen Mann, namens Friedrich Wohlmuth aufgesucht. Seine Schwägerin leide unter rheumatischen Schmerzen in den Beinen. Die Schmerzen hätten begonnen, nachdem ihr Vater, den sie eineinhalb Jahre gepflegt habe, verstorben sei. Kurz nach dessen Tod habe Elisabeth begonnen ihre Schwester, Wohlmuths Frau, zu pflegen. Nach drei Jahren verstarb diese ebenfalls, und der Schmerz wurde bedeutend schlimmer. Mittlerweile könne die junge Frau nur noch mit Krücken laufen. Zögerlich und mit viel Unbehagen nimmt Sigmund Freud die neue Patientin an. Aber seine Behandlung, unter anderem mit der in Fachkreisen verpönten Hypnose, will nicht wirken.
Als Freud eine ihm anvertraute Arbeit seines Kollegen Josef Breuer, den Fall „Anne O.“, liest, fasst er neue Hoffnung, seine Patientin zu heilen. Auch die junge Hysterikerin Anne O. musste wie Elisabeth von Ritter ihren kranken Vater pflegen. Danach litt sie unter starken Hustenanfällen beim Hören von Musik, die sie dem Erstickungstod nahebrachten. Breuer versuchte sie während seiner Behandlung zu hypnotisieren, was misslang. Deswegen ratlos ließ er sie nun einfach reden, was dazu führte, dass sie aus ihren Erinnerungen erzählte. Eines Tages erzählte sie ihm, dass sie am Sterbebett ihres Vaters gewacht habe, als sie plötzlich Tanzmusik aus dem Nachbarhaus vernahm. Die Musik animierte sie Walzer zu tanzen. Dabei weckte sie jedoch durch ein Husten ihren Vater, der sie entgeistert anstarrte und sie fragte, was sie denn da mache. Sie erklärte ihm, dass er durch ihr Husten geweckt worden sei. Er möge weiterschlafen. Augenblicke später verstarb der Vater.
Mit Entdeckung dieser Ursache des Leidens hörten die Hustenanfälle auf. Die junge Frau war nun zeitweilig geheilt. Aber es kam zu Komplikationen. Die junge Frau hatte sich in Breuer verliebt, und da dieser seine Ehe nicht gefährden wollte, brach er die Behandlung ab. Doch mit dem Abbruch der Behandlung kamen die Symptome zurück. Zusätzlich bildete sich nun die Patientin eine Schwangerschaft ein. Vater des ungeborenen Kindes sollte Breuer sein. Breuer nahm die Behandlung, trotz der Krise seiner Patientin, nicht wieder auf. Diese wurde bald darauf in eine geschlossene Anstalt eingeliefert.
Freud lässt sich nun von Elisabeth ebenfalls ihre Erinnerungen erzählen. Er versucht herauszubekommen, wann ihre Schmerzen begannen. Aber die Symptome werden nicht gemildert, sie verschlimmern sich sogar. Elisabeth scheint kurz davor zu sein, einen Rollstuhl zu benötigen. Doch dann schafft Freud es, trotz des Unwillens seiner Patientin, die ursächliche Erinnerung freizulegen. Elisabeth erzählt ihm, dass sie ihre Schwester am Sterbebett im Krankenhaus besuchen wollte, und dass diese, als sie dort ankam, schon tot und ihr Gesicht zugedeckt gewesen war. Das Erste, was sie am Totenbett ihrer Schwester dachte, war, dass sie nun ihren Schwager heiraten könne. Sie hatte sich während Spaziergängen in der Zeit, als ihr Vater auf dem Sterbebett lag, in diesen verliebt. Zwar war zwischen den beiden nichts vorgefallen, aber infolge der Scham, solches gedacht zu haben, entstanden Schmerzen in ihrem Bein. Nach Freilegung der psychischen Ursache ist Elisabeth wieder in der Lage zu gehen. Der wichtigste Teil der Behandlung ist damit abgeschlossen. Später heiratete Elisabeth und bekam Kinder. Ihr Ehemann war aber nicht Friedrich Wohlmuth.
Ungefähr fünfzig Jahre später hat die Entwicklung der Psychoanalyse Sigmund Freud weltweit bekannt gemacht. Nach dem Anschluss Österreichs an das nationalsozialistische Deutschland muss er, mittlerweile häufig im Rollstuhl sitzend, die Berggasse 19 und sein Land verlassen. Doch die Schritte aus seiner Wohnung macht er, vor den Augen von SA-Männern, ohne Hilfen von Krücken oder eines Rollstuhls. Seine letzten Lebenstage verlebt er in England, wissend, dass die USA ihn ebenfalls aufgenommen hätten. Präsident Roosevelt hatte ihm dies persönlich, mit wertschätzenden Worten, in einem Brief angeboten.

## Hintergrund
Das Theaterstück Berggasse 19 basiert auf dem Theaterstück A Far Country des amerikanischen Schriftstellers Henry Denker. Das von Ernst Haeusserman (1916–1984) am Theater in der Josefstadt inszenierte Stück hatte am 7. Juni 1979 seine österreichische Erstaufführung. Im Jänner 1980 erfolgte für vier Abende eine Wiederaufnahme.
Der 63-jährige Schauspieler Curd Jürgens, der an der Seite von Mijou Kovacs (Elisabeth) sowohl den jungen als auch den alten Freud spielte, zeigte sich seinerzeit in einem Interview nicht sicher, ob er der Rolle des jungen Freuds noch gewachsen sei. In Berggasse 19 spielte Jürgens eine seiner letzten Hauptrollen am Theater. Er starb 1982.
Für das Fernsehen wurde das Stück, in Form einer Gemeinschaftsproduktion, vom ORF und Bayerischer Rundfunk aufgezeichnet. Der Film wurde anlässlich des 150. Geburtstags von Sigmund Freud (6. Mai 2006) auf dem Fernsehsender 3sat am 22. April 2006 ausgestrahlt.
Der Film erschien 2007 auf DVD.

## Medien
- DVD: Berggasse 19. Edition Josefstadt, Hoanzl